# Elecciones estatales de Schleswig-Holstein de 1954
Las elecciones estatales en Schleswig-Holstein en 1954 fueron la tercera elección al Landtag de Schleswig-Holstein y tuvieron lugar el 12 de septiembre de 1954. Se formó un gobierno de la CDU, el BHE y el FDP. El SPD fue el partido más fuerte por votos, pero no pudo superar a los escaños totales de la coalición formada.

## Resultados
El resultado oficial de las elecciones fue el siguiente:
| Partido | Partido | Votos   | %    | Escaños |
| ------- | ------- | ------- | ---- | ------- |
|         | SPD     | 396.073 | 33,2 | 25      |
|         | CDU     | 384.875 | 32,2 | 25      |
|         | BHE     | 228.597 | 14,0 | 10      |
|         | FDP     | 92.454  | 7,5  | 5       |
|         | SHB     | 53.086  | 5,1  | 4       |
|         | SSW     | 42.242  | 3,5  |         |
|         | Otros   |         | 4,5  |         |

Tras la formación de la coalición CDU/FDP/BHE el 11 de octubre de 1954, Kai-Uwe von Hassel fue elegido primer ministro. Friedrich-Wilhelm Lübke había renunciado previamente por razones de salud (murió de cáncer 5 días después de su renuncia).
Respecto al cargo de Presidente del Parlamento sobrevino un conflicto. Fue elegido Walther Böttcher (CDU), aunque el SPD se había convertido por votos en el partido más fuerte. La coalición argumentó que lo que realmente valía en la elección del Presidente eran los escaños de la coalición, y no los votos recibidos.